# Karl-Heinz Scheffer
Karl-Heinz Scheffer ist ein deutscher Kanu-Sportler.

## Werdegang
Scheffer stammt aus dem westfälischen Schwerte. Seit früher Jugend widmete er sich dem Kanusport. Er gehörte zum Leistungskader des Kanu- und Surf-Vereins Schwerte e. V., in dem er mit seinem Partner Jürgen Steinschulte an nationalen und internationalen Wettbewerben teilnahm.
Den ersten nationalen Meistertitel errang das Paar Steinschulte/Scheffer im Jahr 1966. Das Team Steinschulte/Scheffer wiederholte den Gewinn des Titels Deutscher Meister im Kanadier-Zweier 1967 und in der Mannschaft 1968 (zusammen mit Hans-Otto Schumacher und Wilhelm Baues).
1969 und 1973 errang er mit dem bewährten Team der Schwerter Kanu-Mannschaft im Wildwasserslalom zweimal den Weltmeistertitel. Schon vorher, bei den Weltmeisterschaften 1967, hatte das Team eine Bronzemedaille gewonnen. Bei den Weltmeisterschaften 1974 errangen sie schließlich auch eine Silbermedaille.
Für seine sportlichen Erfolge wurde ihm und der Mannschaft  am 11. November 1969 das Silberne Lorbeerblatt verliehen.